# 多田さや子
多田さや子（ただ さやこ、小林さや子、1910-?）は、朝鮮生まれの日本人であり、キリスト教愛真高等学校初代理事長である多田昌一の妻である。日本キリスト教婦人矯風会山陰支部長を務めた。

## 著書
- 『小菊の悲願』 1980年
- 『意味の人生ある女性解放史 終章』 尹貞玉、多田昌一、多田正哉との共著 2002年